# ميدان كونوت

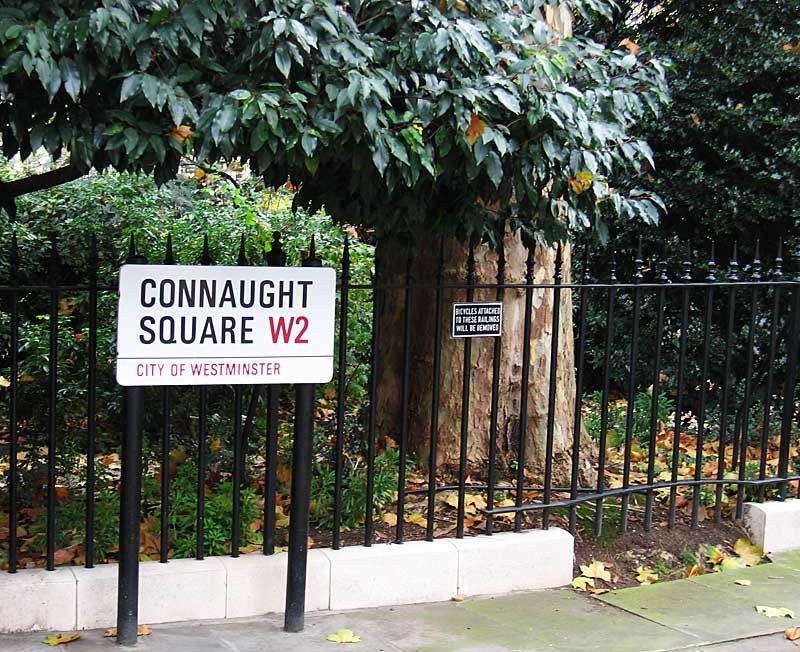
«كونوت سكوير».

ميدان كونوت (أو كونوت سكوير) ميدان سكني يقع في حي بيزووتر في العاصمة البريطانية لندن.
يقع الميدان شمال الهايد بارك وغرب شارع ادجوير رود، كما يقع عن مقربة من الماربل آرچ، وهو الطرف الغربي للأكسفورد ستريت. حسب قول المؤرخين، فإن الميدان وما جاورها من شوارع، كانت  تنفذ فيها احكام الاعدام العلنية على المجرمين وذلك قبل القرن الثامن عشر ميلادي.
في العام 2004 م اشترى رئيس الوزراء البريطاني حينها، طوني بلير، اشترى بيتا بسبعة ملايين دولار في الميدان. وقد أبدى بعض المقيمين خشيتهم من أن يتأثر الحي سلبا بسبب الاجراءات الامنية المشددة التي قد تتبع وجود بلير وأسرته في المنطقة.